# Маронеси, Томас
Томас Маронеси (порт. Tomas Maronesi; 7 апреля 1985) — бразильский и гонконгский футболист, выступал за сборную Гонконга.

## Биография
Начинал карьеру у себя на родине в Бразилии, где выступал за клубы 4-5 дивизионов. В 2013 году переехал в Гонконг. Дебютный сезон в чемпионате Гонконга провёл в клубе «Гонконг Рейнджерс». Далее выступал за «Вонтайсинь», «Саутерн Дистрикт», «Юньлон», а в 2019 году вернулся «Рейнджерс». Наибольших успехов добился с клубом «Китчи», контракт с которым подписал летом 2020 года. Принял участие в одном матче чемпионского сезона 2019/20 и стал чемпионом розыгрыша 2020/21.
В октябре 2021 года, в возрасте 36 лет, получил паспорт Гонконга. Дебютировал за сборную Гонконга 8 июня 2022 года в матче отборочного турнира Кубка Азии 2023 против Афганистана, в котором появился на замену на 88-й минуте. 24 июля сыграл в одном матче чемпионата Восточной Азии 2022 против Южной Кореи, выйдя на замену на 85-й минуте.

## Достижения
«Юньлон»
- Обладатель Гонконг Сеньор Шилд: 2017/18

 «Китчи»
- Чемпион Гонконга: 2019/20, 2020/21

 «Саутерн Дистрикт»
- Обладатель Сэплинг кап: 2022/23